# 英国パラソル奇譚
『英国パラソル奇譚』（えいこくパラソルきたん、原題：Parasol Protectorate）は、ゲイル・キャリガーによるアメリカ合衆国のスチームパンク・ファンタジー小説のシリーズ。19世紀のイギリス・ヴィクトリア朝を時代背景に、人間・吸血鬼・人狼・幽霊が共存する世界を描く。全5部作。最終巻『アレクシア女史、埃及で木乃伊と踊る』（原題：Timeless）は2012年3月アメリカで、同年9月日本で刊行され、完結した。

## シリーズ一覧
| # | 邦題                                 | 原題       | 出版データ                                                      | 出版データ                                            |
| - | ------------------------------------ | ---------- | --------------------------------------------------------------- | ----------------------------------------------------- |
| 1 | アレクシア女史、倫敦で吸血鬼と戦う   | Soulless   | 2011年4月15日 早川書房〈ハヤカワFT文庫〉 ISBN 978-4-15-020532-4 | 2009年10月7日 オービット・ブックス ISBN 0-316-05663-4 |
| 2 | アレクシア女史、飛行船で人狼城を訪う | Changeless | 2011年6月20日 早川書房〈ハヤカワFT文庫〉 ISBN 978-4-15-020534-8 | 2010年4月1日 オービット・ブックス ISBN 0-316-07414-4  |
| 3 | アレクシア女史、欧羅巴で騎士団と遭う | Blameless  | 2011年12月8日 早川書房〈ハヤカワFT文庫〉 ISBN 978-4-15-020540-9 | 2010年9月1日 オービット・ブックス ISBN 0-316-07415-2  |
| 4 | アレクシア女史、女王陛下の暗殺を憂う | Heartless  | 2012年4月10日 早川書房〈ハヤカワFT文庫〉 ISBN 978-4-15-020542-3 | 2011年6月28日 オービット・ブックス ISBN 0-316-12719-1 |
| 5 | アレクシア女史、埃及で木乃伊と踊る   | Timeless   | 2012年9月20日 早川書房〈ハヤカワFT文庫〉 ISBN 978-4-15-020548-5 | 2012年3月1日 オービット・ブックス ISBN 0-316-12718-3  |

## 全体のあらすじ
時代は19世紀、舞台はイギリス・ヴィクトリア朝、エリザベス女王が吸血鬼・人狼・幽霊ら異界族の存在を正式に認めて以来、人間と共存する世界。
異界族の能力を無力化させる特別な力を持つ反異界族のオールドミスの貴婦人・アレクシア・タラボッティ（後にマコン夫人）と、異界管理局の捜査官でアレクシアとは犬猿の仲のコナル・マコン伯爵を主人公に、2人のラブロマンスを交えながら、日々進化を遂げる科学技術を悪用しようとする人間や異界族らの陰謀から国を守る物語。

## 用語
ソウルレス（魂なき者） (soulless)
異界族の能力を消滅させることができる特別な者。またの名を反異界族。吸血鬼からは“ソウル・サッカー”（魂吸い）、人狼からは“カース・ブレーカー”（呪い破り）と呼ばれる。反異界族は特定の地域に1個体しかいない。反異界族に触れると、吸血鬼は牙が消え、人狼は牙が消える他、狼に変身できなくなったり、狼の状態で触れられると人間の姿に戻り、ゴーストは除霊されてしまう。
反異界族はほかの反異界族と同じ場所の空気を共有できないため、同じ地域に複数の反異界族が存在することはできない。
異界族 (supernatural)
吸血鬼、人狼、ゴースト（幽霊）などの総称。魂を複数持っているため不死である。異界族以外の普通の人間を昼間族という。普段は人間の姿をしているが、吸血鬼と人狼は牙が生えている。通常、日中は睡眠時間に充てるため、大抵日没後に活動的になる。
イギリスではエリザベス女王がその存在を正式に認めて以来、政府が個体数を管理した上での共存共栄が図られている。アメリカは、異界族と付き合いのある者は皆、宗教界に密告され制裁を受ける、異界族に関しては後進国である。
吸血鬼
縄張り意識が強く、たとえ群を離れても、自分が変異した場所を離れることはほとんどない。ドローンを変異させて新しい吸血鬼を生み出せるのは女性吸血鬼、即ち女王だけである。団に属さない吸血鬼は“はぐれ吸血鬼”と呼ばれる。非常におしゃれや流行に敏感で、ロンドンのファッション界のリーダー的存在でもある。
人狼
狼に変身できる人間。通常、狼への変身には激しい痛みを伴い、背骨や筋肉が変化する様子は見るに耐えない。満月の夜は凶暴さを増し、記憶を失ってしまうため、人狼は正気と統制を保つためにも基本的に団に属し共同体で生活することが望ましい。ウールジー城では満月の夜は人狼は皆、日没から夜明けまで拘束される。狼から人間に戻る時は全裸である。
団に属さない人狼は“一匹狼”と呼ばれ、ケンカや暴力、非論理的な大量殺戮は全て一匹狼の仕業である。
ウールジー城
ウールジー人狼団の居城。バーキング自治区にあり、ロンドンまでは馬車や飛行船で2時間ほどかかり、狼の足だとそれより少し早く着く。
アヌビスの形
頭だけ狼になること。新たな人狼を生み出すことができるアルファに相応しい力を持っていることを示す。
ゴースト
肉体が死んでも魂が複数残っており、現世にとどまっている者。肉体から離れると、正気を失ったり姿が薄れたりする。肉体の保存状態、肉体との距離によって、魂の濃さが変化する。
「かつての○○」と呼ばれ、○○には生前の名前が入る。
異界管理局 (Bureau of Unnatural Registry)
ヴィクトリア女王の行政機関だが、主に異界族対策の捜査機関として機能している。人間・人狼・吸血鬼・ゴーストなどの捜査官で構成されている。
本部はロンドン中心部にあり、英国中にある支局でもロンドン以外に住む異界族を管理している。「開化の時代」に創設された。
現在は、マコン卿が主任捜査官として指揮を執っている。
ドローン（取り巻き） / クラヴィジャー（世話人）
いずれ自分も異界族にしてもらうため、特定の異界族の取り巻き兼召使い兼世話人になることを約束した者のこと。吸血鬼に付く者を「ドローン」、人狼に付く者を「クラヴィジャー」と呼ぶ。通常、吸血鬼は画家や詩人などあまり表に出ない芸術家からドローンを選び、人狼は役者やオペラ歌手など派手な芸術家からクラヴィジャーを選ぶ。これは、創造的な人種は余分な魂を持っている確率が高く、変異が成功する確率も高くなるからである。また、女性は変異に耐えられないことが多いため、ドローンやクラヴィジャーの多くは男性である。ドローンやクラヴィジャーになりたがる人が皆、異界族になることを望んでいるわけではなく、単に後援を得る目的の者もいる。
開化の時代
迫害されていた異界族が受け入れられるようになった時代。吸血群や人狼団の存在が知られるようになった時代を「啓蒙の時代」、それ以前は「暗黒の時代」と呼ばれた。
陰の議会
吸血鬼の「宰相」と人狼の「将軍」が正式な相談役として参加する議会。
宰相
ヴィクトリア女王に仕える「陰の議会」の政治分野担当の吸血鬼。首相に相当する。通常、政治的見識のある名の知れたはぐれ吸血鬼が務める。縄張りから離れられず、日中は動けないという弱点がある。大英帝国内のすべての吸血群から投票で選ばれ、より優れた人物が現れるまで在任する。
将軍
ヴィクトリア女王に仕える「陰の議会」の軍事分野担当の人狼。現「将軍」は一匹狼で、団内のボス（アルファ）争いには関わらない。機動力はあるが、満月の日は身動きができないという弱点がある。
議長（マージャ）
「陰の議会」で「宰相」「将軍」に次ぐ第三の女王の相談役。王室の問題を専門とする実働的な役職。
サンドーナー
女王陛下と帝国を守るために正式に認可された殺し屋。
真鍮タコ同盟
発明家と科学者の秘密結社。略称は、Order of Brass Octopusの頭文字を取ってOBO。解体された「ヒポクラス・クラブ」はこの同盟の軍事部門だった。
王立狼近衛隊
別名「女王陛下の番犬たち」。

## 主な登場人物
アレクシア・タラボッティ（アレクシア・マコン）
イタリア人の父親とイギリス人の母親の間に生まれるが、父親は生まれる前に亡くなっており、骨の髄まで英国風に育てられた気位の高い英国貴婦人。生まれつき魂がない「ソウルレス」で、吸血鬼の公式文書『ロンドンとその周辺地域の要注意人物名簿』にも登録されている。6歳の時に人狼の銀髪の紳士によって自分が「ソウルレス」であることを知らされるが、家族にはまだ知られていない。シリーズ開始当初は26歳のオールドミスで、付き添い無しで一人で散策に出かけることも度々ある。イタリア人の父の血を濃く引いており、鼻が少し大きめで肌も浅黒い。非常に好奇心旺盛で、日進月歩の現代科学や異界族の習性、異性の体の仕組みなど、興味が向けられる対象も様々である。
マコン卿からの求婚を承諾し、結婚。マコン伯爵夫人となる。その結婚後、ヴィクトリア女王からの勅命を受け「陰の議会」の議長となる。
シリーズ2冊目の「アレクシア女史、飛行船で人狼城を訪う」にて妊娠していることが発覚した。
コナル・マコン卿
ウールジー城の4代目当主（伯爵）。人狼団のアルファ（ボス）。BUR捜査官。ヴィクトリア女王の「陰の議会」の特使。主任サンドーナー。およそ200歳。黄褐色の目と赤褐色の髪をしており、変身後は、焦げ茶と金色と黒のまだらの毛皮にクリーム色の斑点がある淡い黄色の目をしている。
かつてはスコットランドのキングエア人狼団のアルファを1世紀以上に渡って務めていたが、団員らによる女王暗殺計画という裏切りを許すことができず、団を捨ててロンドンへ渡った。その後間もなく、3代目ウールジー城主に決闘を挑み勝利し、アルファの地位を得た。時々言葉の端々にスコットランドなまりが出る。変異前は地主として子孫を残す責任があったため、結婚歴がある。
アレクシアとは初対面の印象があまり良くなかったため、顔を合わせる度に口論になるほど仲が悪かったが、実は好意の裏返しでもあった。小柄な女性はみすぼらしい犬のように見えてしまうため、彼女の肉付きの良い体が好みで、何よりも彼女の強気な性格が好みである。
ランドルフ・ライオール教授
マコン卿の補佐役。ウールジー人狼団のベータ（副官）。BUR捜査官。コールドスチーム近衛連隊中佐の肩書も持つ。ヘンリー王が異界族を正式に受け入れる少し前に変異した。
痩せ型で薄茶色の髪をした年齢不詳の紳士。瞳はハシバミ色。人間から狼に変身する時も気品と優雅さを失わない。
スコットランドにいた時の癖が抜けず、時に言動が荒くなったり、狼の習性でアレクシアに求愛するマコン卿をたしなめるなど、公私共にマコン卿を支える良き部下である。
チェスターフィールド・チャニングのチャニング・チャニング少佐
ウールジー人狼団のガンマ（ナンバー3）。英国海軍コールドスチーム近衛連隊長。攻撃的な女性が好みのマゾっ気のある男性。変異する前は優れた彫刻家だった。
アケルダマ卿
ロンドンで最高齢のはぐれ吸血鬼。23歳の時に変異し、外見上はその頃から全く老いていない。ナダスディ伯爵夫人より年上だと噂される。肌は氷のように白く、髪は美しいブロンド。香水を染み込ませたハンカチとピンクのネクタイを好み、それと同じくらい情報収集が好き。実際に会った者が思わず笑ってしまうような“いかれた”出で立ちをしている。「ピンクのチュルチュル」と名付けた、血とシャンパンのカクテルが好き。ドローンたちは皆、家柄の良い美男揃いで、英国紳士として昼間族に紛れて情報収集に尽力している。
アレクシアを「花びらちゃん」「シュークリームちゃん」「魅惑のマフィン嬢」など様々な呼び方で呼ぶ。
シリーズ3冊目「アレクシア女史、欧羅巴で騎士団と遭う」にて、ヴィクトリア女王からの勅命を受け「陰の議会」の宰相に就任する。
ナダスディ伯爵夫人
ウェストミンスター吸血群の女王。信じられないほど美しく、ありえないほど残忍で、きわめて礼儀正しいと噂される、最高齢の吸血鬼の一人。瞳は濃いブルー、小柄で小太り、人懐っこい表情をしている。
アレッサンドロ・タラボッティ
アレクシアの亡くなった父親。イタリア人。反異界族の謎を研究するテンプル騎士団による「反異界族繁殖プログラム」で生まれた最後の一人。広範囲の分野の様々な本の他、異界族に関する文献を多数残した。
アッパー・スローター伯爵
「陰の議会」の「将軍」（軍事顧問）。マコン卿と同じくらい巨体の人狼。アレクシア曰わく、少し大きすぎる口と、深すぎる顎の割れ目と、個性的すぎる口ひげと顎ひげを除けば、かなりの美男子。
フランシス・ワルシンガム卿
「陰の議会」の「宰相」（政治顧問）。アレクシアを心から嫌悪しており、マコン卿との結婚にも「議長」への任命にも公式文書で不服申立をするほど。
エリザベス一世時代に活躍した実在の政治家（1532年 - 1590年）がモデル。
プルーデンス・マコン・アケルダマ
アレクシアとマコン伯爵との間に誕生した女の子。お淑やかに育って欲しいというマコン卿の願いにより、”慎重さ”を掛けてプルーデンスと名づけられた。プルーデンス本人はこの名前を嫌がっており、呼ばれても「ノー」と答えていた。お風呂嫌い。
「ソウルレス」と「人狼」との間の子供ということで、吸血鬼群から忌避されており、生まれる前から吸血鬼から出生を邪魔されていた。この状況を挽回する為、ロンドン最高齢ではぐれ吸血鬼にして影の議会「宰相」であるアケルダマ卿が養父になることで吸血鬼たちとの軋轢を回避された。